# Maków Podhalański (gromada)
Maków Podhalański (do 31 XII 1968 Juszczyn) – dawna gromada, czyli najmniejsza jednostka podziału terytorialnego Polskiej Rzeczypospolitej Ludowej w latach 1954–1972.
Gromady, z gromadzkimi radami narodowymi (GRN) jako organami władzy najniższego stopnia na wsi, funkcjonowały od reformy reorganizującej administrację wiejską przeprowadzonej jesienią 1954 do momentu ich zniesienia z dniem 1 stycznia 1973, tym samym wypierając organizację gminną w latach 1954–1972.
Gromadę Maków Podhalański z siedzibą GRN w mieście Maków Podhalański (nie wchodzącym w jej skład) utworzono 1 stycznia 1969 w powiecie suskim w woj. krakowskim w związku z przeniesieniem siedziby GRN gromady Juszczyn z Juszczyna do Makowa Podhalańskiego i przemianowaniem jednostki na gromada Maków Podhalański. Dla gromady ustalono 27 członków gromadzkiej rady narodowej (kwiecień 1969).
Według stanu z 1 stycznia 1970 gromada Maków Podhalański składała się ze wsi: Białka, Grzechynia, Juszczyn i Żarnówka.
Gromada przetrwała do końca 1972 roku, czyli do kolejnej reformy gminnej. 1 stycznia 1973 reaktywowano zniesioną w 1954 roku gminę Maków Podhalański.